# 波迪利斯凱 (圖利欽區)
48°37′34″N 28°49′31″E / 48.62611°N 28.82528°E
波迪利斯凯（烏克蘭語：Подільське），2024年9月前名为蘇沃羅夫斯凯（烏克蘭語：Суворовське），是烏克蘭西南部文尼察州圖利欽區圖利欽市鎮的村庄。始建於1946年，面積7.25平方公里，海拔高度235米，2001年人口2,506，人口密度每平方公里345.75人。
2024年9月19日乌克兰最高拉达将此村改名为“波迪利斯凯”。